# Тревиньо, Бобби
Карлос «Бобби» Тревиньо Кастро (исп. Carlos «Bobby» Treviño Castro; 15 августа 1945, Монтеррей, Нуэво-Леон — 5 декабря 2018, там же) — мексиканский бейсболист, аутфилдер. Выступал в Главной лиге бейсбола в составе «Калифорнии Энджелс».

## Биография
Карлос Тревиньо родился 15 августа 1945 года в Монтеррее, он был старшим из десяти детей в семье Карлоса Тревиньо-старшего и его супруги Авроры. Его брат Алекс Тревиньо также был профессиональным бейсболистом, выступал за ряд клубов Главной лиги бейсбола. Глава семьи был боксёром и судил матчи Мексиканской бейсбольной лиги. Прозвище Бобби он получил от отца в честь борца Роберто Канту. В 1958 году Тревиньо играл кэтчером в составе городской команды, выигравшей детскую Мировую серию. На турнире он выбил два хоум-рана. В 1962 году он был на просмотре в клубе «Сан-Франциско Джайентс», но тренеров не заинтересовал.
Профессиональную карьеру Тревиньо начал в 1964 году. К этому времени он сменил амплуа и играл на первой базе и аутфилдером. Контракт с ним подписали «Дьяблос Рохос дель Мехико», но большую часть сезона он отыграл в фарм-клубе из Сан-Луис-Потоси. В 109 матчах за команду он выбил семь хоум-ранов и набрал 78 RBI. Зимой Тревиньо играл за команду «Навохоа Майос».
За «Дьяблос Рохос» Тревиньо играл до осени 1966 года, когда его контракт был выкуплен клубом «Калифорния Энджелс». Весной на предсезонных сборах он сыграл несколько матчей, заменяя в аутфилде молодого Джея Джонстона. Тренер команды Бад Спенсер работал с Тревиньо индивидуально, стараясь изменить его манеру бега. Сезон он начал в составе фарм-клуба «Сиэтл Энджелс», выбив в тринадцати играх всего три хита. После этого его направили в «Эль-Пасо Сан Кингз» из Техасской лиги. В 103 матчах за команду Тревиньо отбивал с показателем 26,8 %. В начале следующего сезона его эффективность выросла до 31,1 %. Джонстон получил травму и в мае Тревиньо был вызван в основной состав «Энджелс».
В Главной лиге бейсбола он сыграл семнадцать матчей, выходя на позицию аутфилдера и в роли пинч-хиттера. В июле Тревиньо перевели в «Сиэтл», где он до конца сезона провёл ещё 55 игр. В межсезонье 1968/69 годов он стал чемпионом Зимней мексиканской лиги в составе команды «Лос-Мочис Каньерос». Чемпионат 1968 года он отыграл в составе «Эль-Пасо», где повторил рекорд лиги, проведя серию из 37 матчей с выбитыми хитами. Главный тренер «Энджелс» Билл Ригни планировал перевести его в основной состав, но был уволен, не успев этого сделать. Тревиньо же по итогам сезона был признан самым ценным игроком Техасской лиги.
После окончания сезона 1969 года Тревиньо остался в расширенном составе «Энджелс». Следующей весной он провёл несколько матчей за Эль-Пасо, а затем его продали в Мексику. Позднее в интервью он объяснял этот переход тем, что уровень зарплаты в Мексиканской лиге был выше, чем в низших лигах в США. С 1970 по 1972 год Тревиньо играл за «Дьяблос Рохос». Затем он провёл три сезона в составе «Альгодонерос де Унион-Лагуна», в 1976 году выступал за три команды. С 1977 года он начал исполнять обязанности играющего тренера.
Спортивную карьеру Тревиньо завершил в 1980 году. После этого он в течение двадцати восьми лет работал водителем в металлургической компании Hylsamex, в свободное время играя в бейсбол и софтбол в любительских командах. Вместе с супругой и тремя детьми он проживал в Монтеррее. В последний год жизни Тревиньо боролся с волчанкой. Он скончался 5 декабря 2018 года в возрасте 73 лет.